# Herz-Jesu-Basilika (Dąbrowa Górnicza)

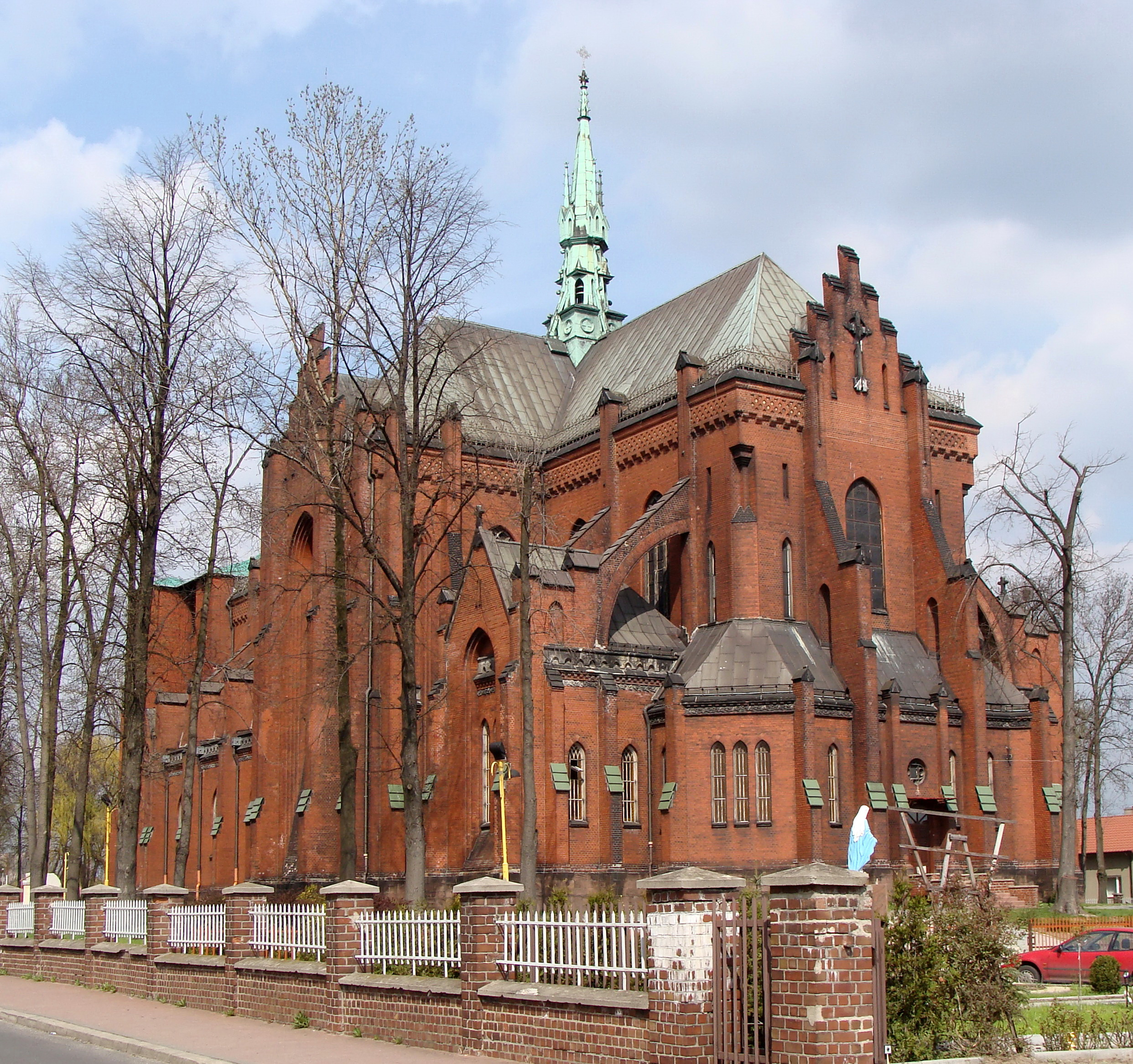
Basilika des Heiligen Herzens Jesu

Die Basilika des Heiligen Herzens Jesu (polnisch Bazylika Najświętszego Serca Pana Jezusa) ist eine römisch-katholische Kirche im Stadtteil Strzemieszyce Wielkie von Dąbrowa Górnicza, Schlesien, Polen. Die Pfarrkirche des Bistums Sosnowiec ist dem Heiligsten Herzen Jesu gewidmet und trägt den Titel einer Basilica minor. Die neugotische Kirche vom Anfang des 20. Jahrhunderts ist denkmalgeschützt.

## Geschichte
Mit der Industrialisierung des Dombrowaer Kohlebecken kam es zu einem bedeutenden Bevölkerungszuwachs in Strzemieszyce Wielkie, Teil von Kongresspolen. Ab 1887 setzten sich die Bewohner für die Errichtung einer Pfarrkirche beim Bistum Kielce ein. Nach der Genehmigung 1898 aus St. Petersburg erfolgte 1900 erst der Bau einer Kapelle, ab 1903 der Bau der heutigen Kirche, wozu 1906 die Genehmigung von den zaristischen Behörden erfolgte. Das neugotische Bauwerk wurde von Józef Stefan Pomian-Pomianowski entworfen, der auch für die Basilika Unserer Lieben Frau von den Engeln in Dombrowa verantwortlich war, und 1910 fertiggestellt. Die Backsteinkirche wurde als dreischiffige Basilika auf dem Grundriss eines lateinischen Kreuzes errichtet. Der Bischof von Kielce Augustyn Łosiński (1867–1937) gründete im Februar 1911 die Pfarrgemeinde. Die Erstellung der Gewölbe und die Ausstattung mit den Fenstern erfolgte bis 1914. Der ursprüngliche Entwurf zeigt drei Türme, die wegen des Ausbruchs des Ersten Weltkriegs aufgegeben wurden. Die Kirchweihe erfolgte erst am 26. September 1959.
Die Pfarrkirche wurde 2002 zu einem Diözesanheiligtum erklärt. 2008 wurde die Kirche durch Papst Benedikt XVI. in den Rang einer Basilica minor erhoben, die liturgische Feierlichkeiten fanden am 29. April 2009 unter Leitung von Kardinal Paul Poupard statt.